# Club Banco Hipotecario Nacional
Club del Personal del Banco Hipotecario Nacional, más conocido como Banco Hipotecario, es un club deportivo argentino con sede en Villa Celina, en el Partido de La Matanza del Gran Buenos Aires . El club fue fundado en 1956 por empleados del Banco Hipotecario, el principal banco hipotecario de Argentina.
El equipo de rugby compite en Tercera, la sexta división del sistema de liga URBA . El club cuenta también con un equipo de rugby femenino que compite en el Torneo Femenino, organizado por el mismo organismo.
El Banco Hipotecario también acoge otras actividades como hockey sobre césped, natación y patinaje artístico.
En 2011 algunos representantes de RSF (con el ex Puma Marcelo Loffreda como su jugador más destacado) viajaron a Sudáfrica para jugar un partido allí con el objetivo de rendir homenaje al líder anti- apartheid Nelson Mandela .   La organización también cuenta con un plan inclusivo para fomentar la práctica del rugby entre los niños con síndrome de Down, denominado “Rugby Inclusivo”. 